# Голстон (мінісеріал)
«Голстон» (англ. Halston) — американський мінісеріал онлайн-відеосервісу Netflix, оснований на біографії американського модного дизайнера Роя Голстона. Сюжет серіалу базується на книзі Simply Halston (укр. «Просто Голстон») Стівена Гейнса, головну роль виконав Юен Мак-Грегор. Прем'єра серіалу відбулася 14 травня 2021 року.

## Сюжет
Сюжет присвячений життю модельєра Роя Голстона, творця американської моди 1970-х, який став частиною авангардної культури США й одним з її символів.

## У ролях

### Основні персонажі
| Актор           | Роль           |
| --------------- | -------------- |
| Юен Мак-Грегор  | Рой Голстон    |
| Ребека Даян     | Ельза Перетті  |
| Девід Пітту     | Джо Юла        |
| Кріста Родрігес | Лайза Міннеллі |
| Білл Пуллман    | Девід Махоні   |

### Другорядні персонажі
| Актор                | Роль                 |
| -------------------- | -------------------- |
| Рорі Калкін          | Джоель Шумахер       |
| Салліван Джонс       | Ед Остін             |
| Келлі Бішоп          | Елеонора Ламберт     |
| Джан Франко Родрігес | Віктор Гюго          |
| Ділоне               | Пет Клівленд         |
| Віра Фарміґа         | Адель                |
| Джеймс Вотерстон     | Майк                 |
| Джейсон Кравіц       | Карл Епштейн         |
| Мері Бет Пейл        | Марта Грем           |
| Максим Свінтон       | Рой Голстон в юності |
| Сіетцка Роуз         | Карен Бьйорнсон      |
| Реджина Шнайдер      | Крихітка Пейлі       |
| Джек Мікеселл        | Джон                 |
| Іден Мелін           | Сьюзен               |

## Український дубляж
- Юрій Кудрявець — Голстон
- Кирило Татарченко — Ед
- Юлія Малахова — Лайза Міннеллі
- Вячеслав Скорик — Віктор
- Володимир Терещук — Девід Махоні
- Андрій Альохін — Джо Юла
- Ірина Дорошенко — Елеонора Ламберт
- Вікторія Левченко — Ельза Перетті
- Дмитро Терещук — Майк
- Наталія Поліщук — Адель, Крихітка Пейлі
- Андрій Соболєв — Джоель Шумахер
- Сергій Ладєсов — Менеджер
- Людмила Чиншева — Естель Марш
- Олександр Солодкий — Стіві, Джон
- Анна Артем'єва — Сассі
- Євген Пашин — Карл Епштейн
- Олександр Шевчук — Данте, Репортер
- Юрій Гребельник — Джефф
- Наталія Задніпровська — Рене
- Наталія Надірадзе — Марта
- Тетяна Руда — Боббі
- Валентина Сова — Пет
- А також: Олена Бліннікова, Владислав Пупков, Ярослав Чорненький, Сергій Гутько, Тамара Морозова

Серіал дубльовано студією «Так Треба Продакшн» на замовлення компанії «Netflix» у 2021 році.
- Перекладач — Юлія Почінок
- Режисер дубляжу — Олена Бліннікова
- Звукорежисер — Сергій Ваніфатьєв
- Менеджер проєкту — Ольга Чернявська

## Виробництво

### Розробка
У січні 2019 року оголосили, що компанії Legendary Entertainment і Killer Films розпочали розробку Simply Halston, мінісеріалу, заснованого на житті Роя Голстона, в основу якого лягла однойменна книга. Головну роль в проєкті, назву якого скоротили до Halston, отримав Юен Макгрегор, сценарій написав Шарр Вайт, а режисером став Деніел Мінехен.
У вересні 2019 року Раян Мерфі повідомив Time, що підписав контракт з керівниками проєкту і буде виконувати роль виконавчого продюсера і що серіал замовив онлайн-сервіс Netflix у рамках його глобальної угоди з цією компанією. Прем'єра серіалу відбулася 14 травня 2021 року.

## Відгуки
Рейтинг серіалу на агрегаторі Rotten Tomatoes становить 65 % на основі 23 рецензій, із середньою оцінкою 6,06 з 10. Згідно з консенсусом критиків вебсайту, «Юен Макгрегор привносить у проєкт мегаватну харизму, щоб відповідати яскравому відтворенню модної епохи Голстона, проте пригладжене трактування внутрішнього життя легендарного дизайнера створює багато красивої мішури при мінімальному вмісті». Середня оцінка проєкту на порталі Metacritic становить 49 зі 100 %, на основі 14 рецензій, що прирівнюється до «змішаних або середніх відгуків».